# Gracs
Els Gracs van ser dos germans, Tiberi i Gai Semproni Grac fills de Tiberi Semproni Grac, cònsol l'any 177 aC i de Cornèlia Africana la Menor, la filla petita de Publi Corneli Escipió Africà Major. Van tenir un paper destacat en la història de les reformes de la República Romana al segle ii aC. Van intentar dur a terme una revisió del sistema social romà a través d'una reforma agrària.

## Tiberi Semproni Grac
Tiberi va néixer l'any 169 aC o potser el 163 aC, i va ser tribú de la plebs l'any 133 aC. Aquell any va presentar una llei, la Lex Sempronia agraria, que establia una quantitat màxima de jugueres de terra per tal de poder repartir les terres recuperades entre la gent més pobra.
Els senadors i grans propietaris (possessores) van mostrar la seva oposició. L'aristocràcia estava dirigida per Publi Corneli Escipió Nasica, que van convèncer l'altre tribú de la plebs, Marc Octavi, de què s'oposés a la llei amb el dret de veto. Tiberi va fer una crida als ciutadans perquè destituïssin Marc Octavi i es votés la llei.
L'estiu de l'any 133 aC es va presentar per un segon mandat per l'any 132 aC, però no es va permetre que es presentés, per les maniobres del senat. Als comicis va decidir fer pressió per a que la gent pogués votar, però Escipió Nasica va dirigir una revolta on va resultar mort Tiberi Grac i dos-cents dels seus seguidors.

## Gai Semproni Grac
Gai, nascut l'any 159 aC o 154 aC, va ser elegit tribú de la plebs l'any 124 aC per exercir el mandat l'any 123 aC. Va voler reduir els poders del Senat romà i augmentar els de l'assemblea per revifar la República, buscant el recolzament del poble i el dels cavallers, que s'oposaven al senat, al promulgar diverses lleis que posaven fi a les arbitrarietats dels aristòcrates.
Al ser elegit, va presentar una llei que proposava una reforma agrària en la mateixa línia que la del seu germà, però amb detalls que la feien més acceptable; també va introduir una llei que prohibia servir a l'exèrcit abans dels 17 anys; i una tercera llei (Lex Annonae) per la qual tot ciutadà romà resident a Roma o inscrit en el seu padró, tenia dret a una prestació mensual de blat (43,5 litres) subministrat per l'Estat a un preu aproximadament la meitat del preu normal de venda (que ja era baix). Una altra proposta que va proporcionar nous llocs de treball i va tenir força acceptació va ser la de reparar les carreteres, condicionades a unes mides fixes.
Va proposar també una llei que propiciava la creació de noves colònies, dues a Itàlia i una a Cartago, per a poder repartir la terra entre els desposseïts. Aquestes reformes li van portar l'enemistat dels terratinents i dels senadors, perquè eren massa avançades per la seva època. Va perdre el suport d'una part del poble i el del cònsol Gai Fanni Estrabó, a qui havia donat suport per la seva elecció. Quan Gai Semproni Grac va marxar a Cartago per supervisar la construcció de la nova colònia, els seus adversaris van aprofitar per desacreditar-lo. Quan es van elegir els tribuns per l'any 121 aC, no va sortir elegit, i immediatament es va dictar una llei per desmantellar la nova colònia de Cartago. Gai Grac va voler fugir amb els seus partidaris i organitzar una Secessio plebis, però el senat va dictar un senatusconsultum que autoritzava la detenció i mort de Gai Grac per qualsevol mitjà. Va aconseguir de fugir amb un esclau i es va refugiar al bosc sagrat del temple de Furina, al Janícul, on va trobar la mort.